# علي عثمان (لاعب كرة قدم)
علي عثمان لاعب عربي إسرائيلي ولد في تاريخ 8-2-1987 في سخنين وبدأ مسيرته الكروية في اتحاد أبناء سخنين وفي موسم 2007-2008 كان المدرب اليشع ليفي (مدرب مكابي حيفا الحالي) كان يعتمد على اللاعب عبد رباح في الجناح الأيمن للدفاع ولكن عندما انتقل المدرب اليشع ليفي إلى مكابي حيفا وعبد رباح إلى هبوعيل عرابة أصبح علي من اعمدة الفريق واخذ لقب أفضل مدافع جناح يمين لسنة 2008-2009 وهذا ما دفع اليشع ليفي لشرائه من سخنين بمبلغ 500.000 دولار أمريكي لأجل جعلم أفضل في دوري الابطال الأوروبي الذي تالق به علي عثمان ولكن للاسف هذا الفريق أصبح الفريق الوحيد بتاريخ الدوري الذي خسر كل المباريات بدون احراز اهداف ولكنهم اكملوا ادائهم الرائع بدوريهم الذي يحتل المركز الأول بفارق كبير من النقاط.

## وصلات خارجية
- علي عثمان على موقع ناشيونال فوتبول تيمز (الإنجليزية)
- علي عثمان على موقع Soccerway.com (الإنجليزية)